# كلارنس وليامز (ملحن)
كلارنس وليامز (بالإنجليزية: Clarence Williams)‏ (و. 1893 – 1965 م) هو ملحن، وقائد فرقة ‏، وموزع (موسيقى)، وعازف بيانو، وعازف جاز، وممثل مسرحي أمريكي، يستخدم آلات بيانو، توفي في كوينز، عن عمر يناهز 72 عاماً.

## روابط خارجية
- كلارنس وليامز على موقع IMDb (الإنجليزية)
- كلارنس وليامز على موقع ميوزك برينز (الإنجليزية)
- كلارنس وليامز على موقع قاعدة بيانات برودواي على الإنترنت (الإنجليزية)
- كلارنس وليامز على موقع قاعدة بيانات برودواي على الإنترنت (الإنجليزية)
- كلارنس وليامز على موقع أول ميوزيك (الإنجليزية)
- كلارنس وليامز على موقع ديسكوغز (الإنجليزية)